# Пивоварний провулок (Житомир)
Пивоварний провулок — провулок у Богунському районі міста Житомира.

## Характеристики
Провулок розташований в центральній частині міста. Бере початок від вулиці Лесі Українки. Прямує на південний захід. Завершується перехрестям з вулицею Ольжича.
Місцевість, де пролягає провулок відома також як Коденка. Русло річки Коденки перетинало провулок до середини ХХ століття.

## Історія
Кінець провулка виник з під'їзду, відомого з картографічних матеріалів першої половини ХІХ століття, що прямував з нинішньої Старовільської вулиці на північний схід, до русла річки Коденки.. У середині ХІХ століття являв собою під'їзну дорогу до одного з перших житомирських пивзаводів, що належав Давиду Юфі.
Початок провулка, з боку нинішньої вулиці Лесі Українки, повторює напрямок меж між земельними угіддями, сформованими станом на середину ХІХ століття.
Наприкінці ХІХ ст. — початку ХХ ст. власники великих садиб, що займали інколи половину або весь квартал здійснювали їх поділ на менші ділянки для подальшого їх продажу. Для проїзду до ділянок всередині кварталів створювались нові провулки, які, як правило, завершувались тупиком. Одним з таких провулків, що виник наприкінці ХІХ століття став Пивоварний провулок, що отримав тоді назву Гофманський, оскільки був прокладений через садибу інженера шляхів сполучення Гофмана.
Садибна житлова забудова провулка формувалася наприкінці ХІХ ст. — початку ХХ ст.
Станом на 1915 рік на мапі підписаний як Прохоровський. Дана назва походить від тодішньої назви вулиці, що нині має назву на честь Лесі Українки — Прохорівської, з якої провулок брав і бере початок.
На мапах, виконаних під час Другої світової війни, провулок підписаний як Пивоварний провулок (Bierbrauer Gasse).
У 1960-х роках, внаслідок будівництва тролейбусного депо № 1, спорудженого у 1966 році, садиби зі східного боку провулка (позначені на мапі 1941 року за номерами 11 — 17) було знесено, окрім однієї (нині № 9).